# Gläserner Bär
Der Gläserne Bär ist ein Kinder- und Jugendfilmpreis, der seit 1994 jährlich bei den Berliner Filmfestspielen von einer Kinder- und einer Jugendjury vergeben wird. Vorläufer war von 1986 bis 1993 der Preis der Kinderjury, den zunächst jährlich nur ein Film erhielt. Ab 1992 wurden jeweils ein Spielfilm und ein Kurzfilm für diesen Preis ausgewählt. 1994 erfolgte in Analogie zu den übrigen Preisen der Berlinale die Umbenennung des Preises in Gläserner Bär. 2004 wurden für jedes Jahr zusätzlich zwei Gläserne Bären im Jugendfilmwettbewerb 14plus eingeführt. Insgesamt werden jährlich demnach vier Gläserne Bären in den beiden Sektionen Generation Kplus und Generation 14plus verliehen.

## Geschichte
Das erstmals im Rahmen der Berlinale 1978 veranstaltete Kinderfilmfest zeigte als Sektion der Berlinale eine aktuelle Auswahl internationaler Spiel- und Kurzfilme für ein junges Publikum und galt schon damals in diesem Bereich als eine der wichtigsten Plattformen weltweit. Im Rahmen des Kinderfilmfests wurde ab 1986 der Preis der Kinderjury vergeben. Die Jurymitglieder im Alter zwischen 11 und 14 Jahren stammen aus dem Kreis derjenigen, die im Vorjahr über die Filmfragebögen Kommentare zu Filmen der Sektion abgegeben haben. 1992 kam der Preis der Kinderjury für einen Kurzfilm hinzu. 1994 erhielten die beiden Preise die Bezeichnung Gläserner Bär in der Sektion Kplus für den besten Film und Gläserner Bär in der Sektion Kplus für den besten Kurzfilm.
Eine Erweiterung um den Jugendfilmwettbewerb 14plus (für Jugendliche ab 14 Jahren) erfolgte auf der Berlinale 2004. Zur Berlinale 2007 wurde die Sektion in Generation umbenannt. Entsprechend wurden die Namen der Wettbewerbe in Generation Kplus und Generation 14plus geändert. Die Gläsernen Bären im Wettbewerb Generation 14plus für den besten Spielfilm und seit 2008 zusätzlich für den besten Kurzfilm vergibt eine fünfköpfige Jury von Jugendlichen.
Insgesamt werden jährlich demnach vier Gläserne Bären in den beiden Sektionen Generation Kplus und Generation 14plus von einer Kinder- und einer Jugendjury verliehen, die von der Festivalleitung offiziell berufen werden. Außerdem wird in der Regel je Kategorie eine Lobende Erwähnung für weitere gute Wettbewerbsbeiträge ausgesprochen.

## Preisträger

### Kinderfilmfest und Generation KPlus

#### 1980er Jahre
- 1987

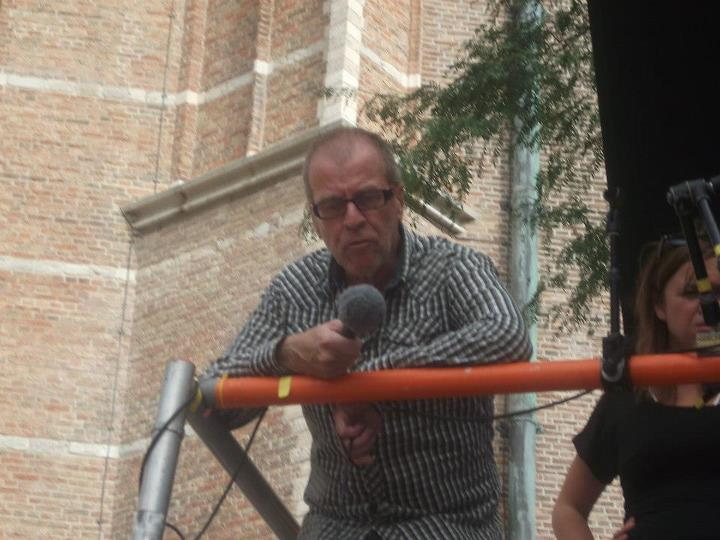
Ben Sombogaart, Regisseur des Preisträgerfilms 1989

  - Henri – Regie: Francois Labonte: Preis der Kinderjury[2]
- 1988
  - Hasenherz – Regie: Gunter Friedrich: Preis der Kinderjury[3]
- 1989
  - Mijn vader woont in Rio  – Regie: Ben Sombogaart: Preis der Kinderjury[4]

#### 1990er Jahre
- 1990

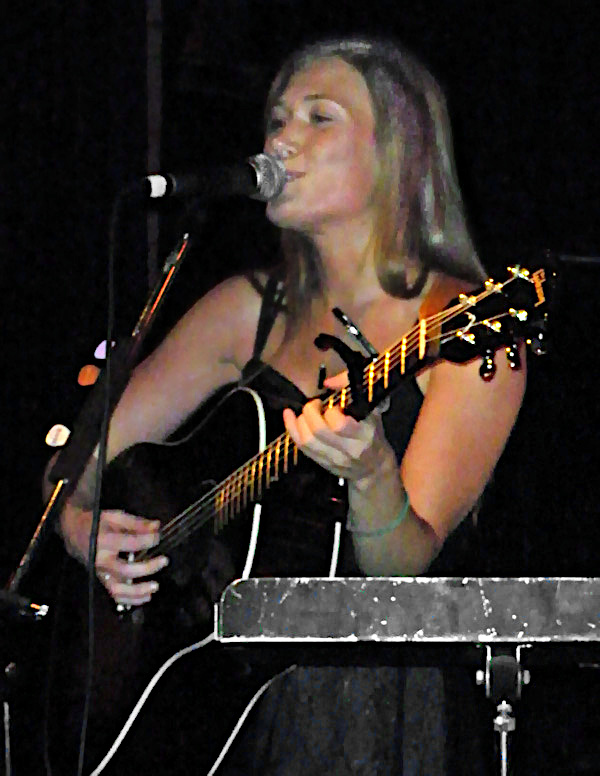
Schuyler Fisk (2009) spielte in Mein Freund Joe Protagonistin Joe

  - Kunst & vliegwerk – Regie: Karst van der Meulen: Preis der Kinderjury[5]
- 1991
  - Vincent And Me – Regie: Michael Rubbo: Preis der Kinderjury[6]
- 1992
  - Hou yan shan lei de gu shou – Regie: Guang Chunlan: Preis der Kinderjury[7]
  - Capital P – Regie: Stephen Barnes: Preis der Kinderjury (Kurzfilm)
- 1993
  - Det skaldede spoegelse – Regie: Brita Wielopolska: Preis der Kinderjury[8]
  - Rinnsteinpiraten – Regie: Christina Schindler: Preis der Kinderjury (Kurzfilm)
- 1994
  - No Worries – Regie: David Elfick: Gläserner Bär in der Sektion Kplus für den besten Spielfilm[9]
  - Binke kan inte flyga – Regie: Lennart Gustafsson: Gläserner Bär in der Sektion Kplus für den besten Kurzfilm
  - Posledniye Kholoda  – Regie: Bulat Kalymbetov, Bulat Iskakov: Lobende Erwähnung in der Sektion Kplus
- 1995
  - De Tasjesdief – Regie: Maria Peters: Gläserner Bär in der Sektion Kplus für den besten Spielfilm[10]
  - Munks un lemijs - Lidojam – Regie: Nils Skapans: Gläserner Bär in der Sektion Kplus für den besten Kurzfilm#
  - Wrony – Regie: Dorota Kedzierzawska: Lobende Erwähnung in der Sektion Kplus
- 1996
  - Mein Freund Joe (Deutschland, Irland) – Regie: Chris Bould: Gläserner Bär in der Sektion Kplus für den besten Spielfilm[11]
  - The Forgotten Toys (Das vergessene Spielzeug; Großbritannien) – Regie: Graham Ralph: Gläserner Bär in der Sektion Kplus für den besten Kurzfilm
  - Bonjour Timothy – Regie: Wayne Tourell: Lobende Erwähnung in der Sektion Kplus
- 1997
  - Flug des Albatros (Deutschland, Neuseeland): Gläserner Bär in der Sektion Kplus für den besten Spielfilm[12]
  - La grande migration (Die große Vogelwanderung): Gläserner Bär in der Sektion Kplus für den besten Kurzfilm
  - The Whole Of The Moon  – Regie: Ian Mune: Lobende Erwähnung in der Sektion Kplus für den besten Spielfilm
  - Ozonfisk – Regie: Ingebjörg Torgersen: Lobende Erwähnung in der Sektion Kplus für den besten Kurzfilm
- 1998
  - Where The Elephant Sits (USA) – Regie: Mark Lowenthal: Gläserner Bär in der Sektion Kplus für den besten Spielfilm[13]
  - Haenderne op (Dänemark) – Regie: Morten Henriksen: Gläserner Bär in der Sektion Kplus für den besten Kurzfilm
  - Sanning eller konsekvens – Regie: Christina Olofson: Lobende Erwähnung in der Sektion Kplus für den besten Spielfilm
  - Kisten – Regie: Jan Konings:  Nattflykt                                      von Klaus Härö
- 1999:
  - The Tic Code (USA) – Regie: Gary Winick: Gläserner Bär in der Sektion Kplus für den besten Spielfilm[14]
  - Theis und Nico (Originaltitel: Bror, min bror; Dänemark) – Regie: Henrik Ruben Genz: Gläserner Bär in der Sektion Kplus für den besten Kurzfilm
  - Bare skyer beveger stjernene – Regie: Torun Lian und Pete's Meteor – Regie: Joe O'Byrne: Lobende Erwähnungen in der Sektion Kplus für den besten Spielfilm
  - Flugsoppan – Regie: Lennart Gustafsson, Ylva-Li Gustafsson: Lobende Erwähnung in der Sektion Kplus für den besten Kurzfilm

#### 2000er Jahre
- 2000:

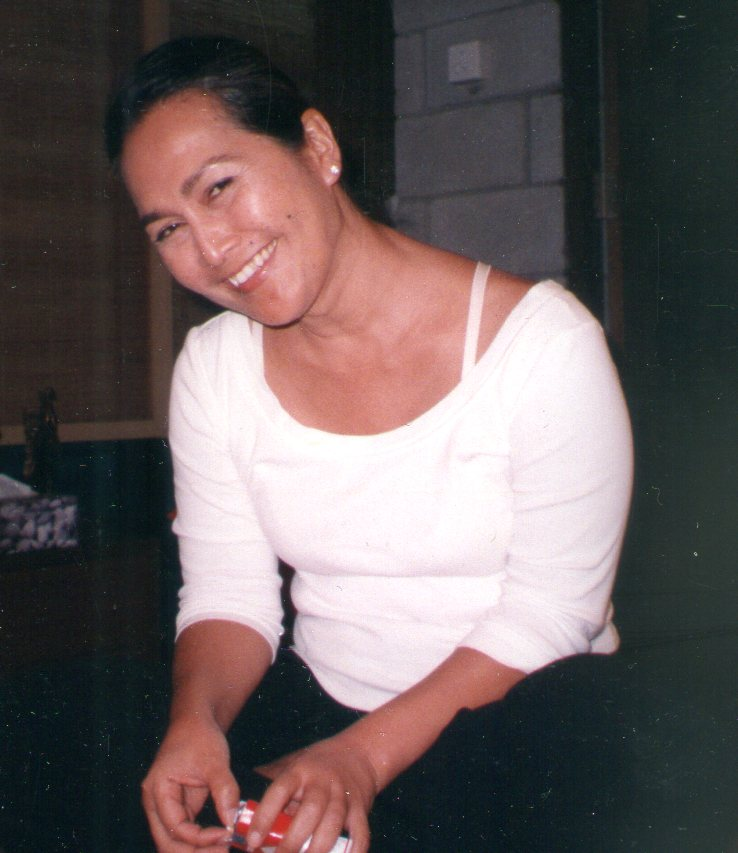
Yasmin Ahmad, Regisseurin des Preisträgerfilms 2007

  - Tsatsiki – Tintenfische und erste Küsse (Originaltitel: Tsatsiki, Morsan och Polisen; Dänemark) – Regie: Ella Lemhagen: Gläserner Bär in der Sektion Kplus für den besten Spielfilm[15]
  - En djevel i skapet (Ein Teufel im Schrank; Norwegen) – Regie:  Lars Berg: Gläserner Bär in der Sektion Kplus für den besten Kurzfilm
  - Mr. Rice's Secret – Regie: Nicholas Kendall:  Lobende Erwähnung in der Sektion Kplus für den besten Spielfilm
  - Nattflykt – Regie: Klaus Härö: Lobende Erwähnung in der Sektion Kplus für den besten Kurzfilm
- 2001:
  - Nur Mut, Jimmy Grimble (Originaltitel: There's Only One Jimmy Grimble, Großbritannien) – Regie: John Hay: Gläserner Bär in der Sektion Kplus für den besten Spielfilm[16]
  - Hooves Of Fire (Feuerhufe; Großbritannien) – Regie: Richard Goleszowski: Gläserner Bär in der Sektion Kplus für den besten Kurzfilm
  - The Testimony Of Taliesin Jones – Regie: Martin Duffy:  Lobende Erwähnung in der Sektion Kplus für den besten Spielfilm
  - O Branco – Regie: Ângela Pires, Liliana Sulzbach: Lobende Erwähnung in der Sektion Kplus für den besten Kurzfilm
- 2002:
  - Glasskår (Einschnitte; Norwegen, Schweden) – Regie: Lars Berg: Gläserner Bär in der Sektion Kplus für den besten Spielfilm[17]
  - Mabul (Sintflut; Israel) – Regie: Guy Nattiv: Gläserner Bär in der Sektion Kplus für den besten Kurzfilm
  - Klatretøsen – Regie: Hans Fabian Wullenweber und A Passage To Ottawa – Regie: Gaurav Seth:  Lobende Erwähnungen in der Sektion Kplus für den besten Spielfilm
  - Tornehekken – Regie: Anita Killi und Delivery Day – Regie: Jane Manning: Lobende Erwähnungen in der Sektion Kplus für den besten Kurzfilm
- 2003:
  - Elina (Schweden, Finnland) – Regie: Klaus Härö: Gläserner Bär in der Sektion Kplus für den besten Spielfilm[18]
  - Le Trop Petit Prince (Der zu kleine Prinz, Frankreich) – Regie: Zoia Trofimova: Gläserner Bär in der Sektion Kplus für den besten Kurzfilm
  - Miss Entebbe – Regie: Omri Levy und El Viaje de Carol – Regie: Imanol Uribe: Lobende Erwähnungen in der Sektion Kplus für den besten Spielfilm
  - Birju – Regie: Heeraz Marfatia: Lobende Erwähnung in der Sektion Kplus für den besten Kurzfilm
- 2004:
  - Magnifico (Film) (Philippinen) – Regie:  Maryo J. delos Reyes: Gläserner Bär in der Sektion Kplus für den besten Spielfilm[19]
  - Nuit d'orage (Gewitternacht; Kanada) – Regie:  Michèle Lemieux: Gläserner Bär in der Sektion Kplus für den besten Kurzfilm
  - Die Blindgänger – Regie: Bernd Sahling und La prophétie des grenouilles – Regie: Jacques-Rémy Girerd: Lobende Erwähnungen in der Sektion Kplus für den besten Spielfilm
  - Circuit Marine – Regie: Isabelle Favez: Lobende Erwähnung in der Sektion Kplus für den besten Kurzfilm
- 2005:
  - Bluebird (Niederlande) – Regie: Mijke de Jong: Gläserner Bär in der Sektion Kplus für den besten Spielfilm[20]
  - The Djarn Djarns (Australien) – Regie: Wayne Blair: Gläserner Bär in der Sektion Kplus für den besten Kurzfilm
  - Ikke Naken – Regie: Torun Lian und Italianetz – Regie: Andrei Kravchuk:  Lobende Erwähnungen in der Sektion Kplus für den besten Spielfilm
  - Does God Play Football? – Regie: Michael Walker und Vent – Regie: Erik van Schaaik: Lobende Erwähnungen in der Sektion Kplus für den besten Kurzfilm
- 2006:
  - Drømmen (Der Traum; Dänemark, Großbritannien) – Regie: Niels Arden Oplev: Gläserner Bär in der Sektion Kplus für den besten Spielfilm[21]
  - Aldrig en absolution (Niemals ein Freispruch; Schweden, USA) – Regie: Cameron B. Alyasin: Gläserner Bär in der Sektion Kplus für den besten Kurzfilm
  - Ang Pagdadalaga ni Maximo Oliveros – Regie: Auraeus Solito: Lobende Erwähnungen in der Sektion Kplus für den besten Spielfilm
  - O Kleftis – Regie: Irina Boiko: Lobende Erwähnung in der Sektion Kplus für den besten Kurzfilm
- 2007:
  - Dek Hor (Das Internat; Thailand) – Regie: Songyos Sugmakanan: Gläserner Bär in der Sektion Kplus für den besten Spielfilm[22]
  - Menged (Unterwegs; Äthiopien, Deutschland) – Regie: Daniel Taye Workou: Gläserner Bär in der Sektion Kplus für den besten Kurzfilm
  - Mukhsin – Regie: Yasmin Ahmad: Lobende Erwähnung in der Sektion Kplus für den besten Spielfilm
  - Land gewinnen – Regie: Marc Brummund: Lobende Erwähnung in der Sektion Kplus für den besten Kurzfilm
- 2008:
  - Buda Az Sharm Foru Rikht (Buddha zerfiel vor Scham; Iran, Frankreich) – Regie: Hana Makhmalbaf: Gläserner Bär in der Sektion Kplus für den besten Spielfilm[23]
  - Nana (Australien) – Regie: Warwick Thornton: Gläserner Bär in der Sektion Kplus für den besten Kurzfilm
  - Die zehn Leben der Titanic (Titanics ti liv; Norwegen) – Regie: Grethe Bøe: Lobende Erwähnung in der Sektion Kplus für den besten Spielfilm
  - New Boy – Regie: Steph Green: Lobende Erwähnung in der Sektion Kplus für den besten Kurzfilm
- 2009:
  - Ich schwör’s, ich war’s nicht! (Originaltitel: C’est pas moi, je le jure!; Kanada) – Regie: Philippe Falardeau: Gläserner Bär in der Sektion Kplus für den besten Spielfilm[24]
  - Ulybka Buddy (Buddhas Lächeln; Russland) – Regie: Bair Dyshenov: Gläserner Bär in der Sektion Kplus für den besten Kurzfilm
  - Max Pinlig – Regie: Lotte Svendsen: Lobende Erwähnung in der Sektion Kplus für den besten Spielfilm
  - Oh, My God! – Regie: Anne Sewitsky: Lobende Erwähnung in der Sektion Kplus für den besten Kurzfilm

#### 2010er Jahre
- 2010:

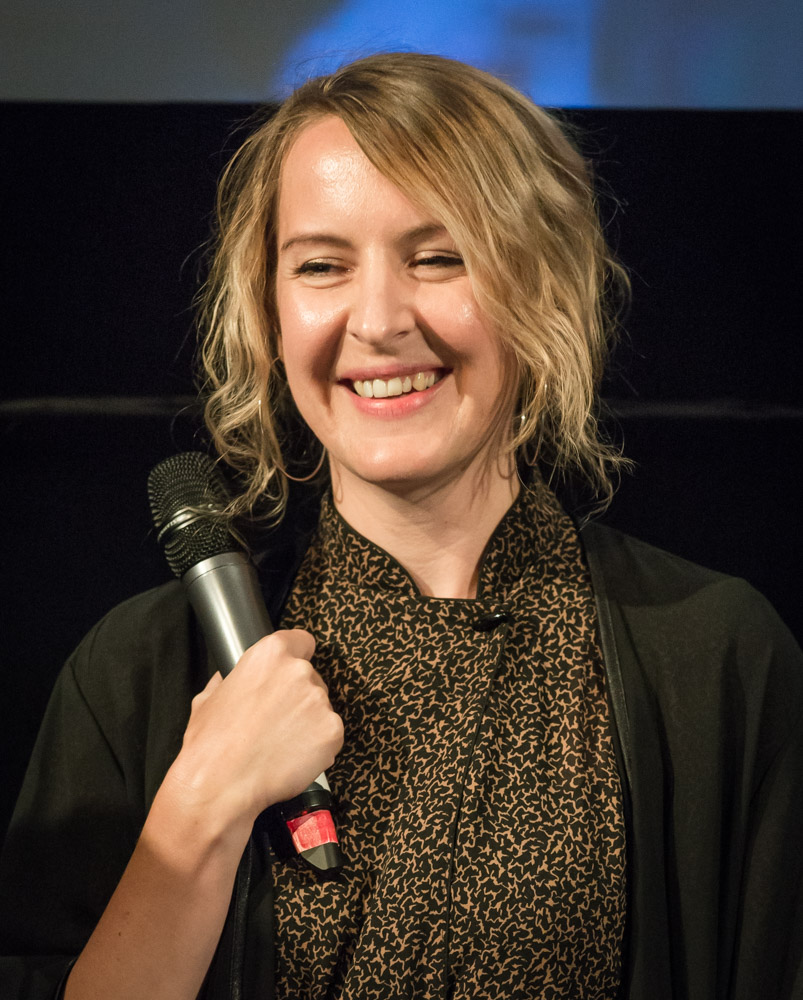
Sanna Lenken, Regisseurin des Preisträgerfilms 2015

  - Shui Yuet Sun Tau (Echo des Regenbogens; Hongkong, China) – Regie: Alex Law: Gläserner Bär in der Sektion Kplus für den besten Spielfilm[25]
  - Franswa Sharl (Australien) – Regie: Hannah Hilliard: Gläserner Bär in der Sektion Kplus für den besten Kurzfilm
  - This Way of Life – Regie: Thomas Burstyn: Lobende Erwähnung in der Sektion Kplus für den besten Spielfilm
  - Indigo – Regie: Jack Price: Lobende Erwähnung in der Sektion Kplus für den besten Kurzfilm
- 2011:
  - Keeper'n til Liverpool (The Liverpool Goalie, Norwegen, Regie Arild Andresen) – Regie: Arild Andresen: Gläserner Bär in der Sektion Kplus für den besten Spielfilm[26]
  - Lily (Australien) – Regie: Kasimir Burgess: Gläserner Bär in der Sektion Kplus für den besten Kurzfilm
  - Mabul – Regie: Guy Nattiv: Lobende Erwähnung in der Sektion Kplus für den besten Spielfilm
  - Minnie Loves Junior – Regie: Andy Mullins, Matthew Mullins: Lobende Erwähnung in der Sektion Kplus für den besten Kurzfilm
- 2012:
  - Arcadia (USA) – Regie: Olivia Silver: Gläserner Bär in der Sektion Kplus für den besten Spielfilm[27]
  - Julian (Australien) – Regie: Matthew Moore: Gläserner Bär in der Sektion Kplus für den besten Kurzfilm
  - Kikoeteru, furi wo sita dake – Regie: Kaori Imaizumi: Lobende Erwähnung in der Sektion Kplus für den besten Spielfilm
  - Bino – Regie: Billie Pleffer: Lobende Erwähnung in der Sektion Kplus für den besten Kurzfilm
- 2013:
  - The Rocket (Australien) – Regie: Kim Mordaunt: Gläserner Bär in der Sektion Kplus für den besten Spielfilm[28]
  - The Amber Amulet (Australien) – Regie: Matthew Moore: Gläserner Bär in der Sektion Kplus für den besten Kurzfilm
  - Satellite Boy – Regie: Catriona McKenzie: Lobende Erwähnung in der Sektion Kplus für den besten Spielfilm
  - Ezi un lielpilseta – Regie: Evalds Lacis:  Lobende Erwähnung in der Sektion Kplus für den besten Kurzfilm
- 2014
  - Killa (Indien) – Regie: Avinash Arun: Gläserner Bär in der Sektion Kplus für den besten Spielfilm[29]
  - Sprout – Regie: Ga-eun Yoon: Gläserner Bär in der Sektion Kplus für den besten Kurzfilm
  - Hitono Nozomino Yorokobiyo – Regie: Masakazu Sugita: Lobende Erwähnung in der Sektion Kplus für den besten Spielfilm
  - Sepatu Baru – Regie: Aditya Ahmad: Lobende Erwähnung in der Sektion Kplus für den besten Kurzfilm
- 2015
  - Min lilla syster (Schweden, Deutschland) – Regie: Sanna Lenken: Gläserner Bär in der Sektion Kplus für den besten Spielfilm[30]
  - Hadiatt Abi – Regie: Salam Salman: Gläserner Bär in der Sektion Kplus für den besten Kurzfilm
  - Dhanak – Regie: Nagesh Kukunoor: Lobende Erwähnung in der Sektion Kplus für den besten Spielfilm
  - The Tie – Regie: An Vrombaut: Lobende Erwähnung in der Sektion Kplus für den besten Kurzfilm
- 2016
  - Ottaal – Regie: Jayaraj Rajasekharan Nair: Gläserner Bär in der Sektion Kplus für den besten Spielfilm[31]
  - El inicio de Fabrizio – Regie: Mariano  Biasin: Gläserner Bär in der Sektion Kplus für den besten Kurzfilm
  - Jamais contente – Regie: Emilie Deleuze: Lobende Erwähnung in der Sektion Kplus für den besten Spielfilm
  - Ninnoc – Regie: Niki Padidar: Lobende Erwähnung in der Sektion Kplus für den besten Kurzfilm
- 2017
  - Piata lod (Slowakei, Tschechien) – Regie: Iveta Grófová: Gläserner Bär in der Sektion Kplus für den besten Spielfilm[32]
  - Promise – Regie: Xie Tian: Gläserner Bär in der Sektion Kplus für den besten Kurzfilm
  - Amelie rennt – Regie: Tobias Wiemann: Lobende Erwähnung in der Sektion Kplus für den besten Spielfilm
  - Hedgehog's Home – Regie: Eva Cvijanovic: Lobende Erwähnung in der Sektion Kplus für den besten Kurzfilm
- 2018
  - Les rois mongols (Kanada) – Regie: Luc Picard: Gläserner Bär in der Sektion Kplus für den besten Spielfilm[33]
  - A Field Guide to Being a 12-Year-Old Girl – Regie: Tilda Cobham-Hervey: Gläserner Bär in der Sektion Kplus für den besten Kurzfilm
  - Supa Modo – Regie: Likarion Wainaina: Lobende Erwähnung in der Sektion Kplus für den besten Spielfilm
  - Snijeg za Vodu – Regie: Christopher Villiers: Lobende Erwähnung in der Sektion Kplus für den besten Kurzfilm
- 2019
  - Une colonie (Kanada) – Regie: Geneviève Dulude-De Celles: Gläserner Bär in der Sektion Kplus für den besten Spielfilm[34]
  - Juste moi et toi – Regie: Sandrine Brodeur-Desrosiers: Gläserner Bär in der Sektion Kplus für den besten Kurzfilm
  - Daniel fait face – Regie: Marine Atlan: Lobende Erwähnung in der Sektion Kplus für den besten Spielfilm
  - #pestverhaal – Regie: Eef Hilgers: Lobende Erwähnung in der Sektion Kplus für den besten Kurzfilm

#### 2020er Jahre
- 2020[35]

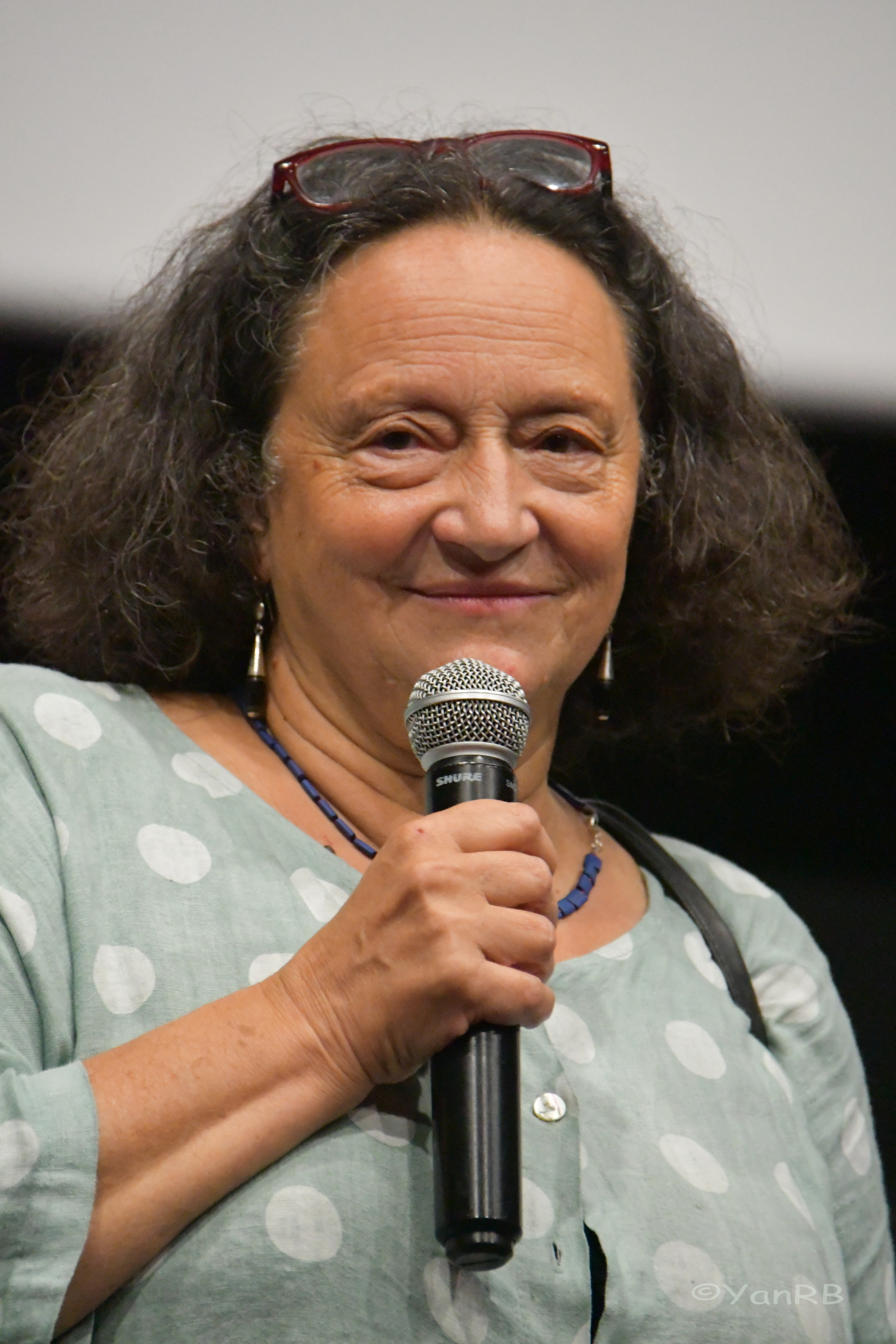
Florence Miailhe 2021, Regisseurin des besten Kinderkurzfilms 2024

  - Sweet Thing (USA) – Regie: Alexandre Rockwell: Gläserner Bär für den besten Spielfilm
  - Das Blubbern von Glück (Australien) – Regie: John Sheedy: Lobende Erwähnung für den besten Spielfilm
  - El nombre del hijo (Argentinien) – Regie: Martina Matzkin: Gläserner Bär für den besten Kurzfilm
  - El sghayra (Algerien, Frankreich) – Regie: Amira Géhanne Khalfallah: Lobende Erwähnung für den besten Kurzfilm
- 2021[36]
  - Beans (Kanada) – Regie: Tracey Deer: Gläserner Bär für den besten Film
  - Eine Schule in Cerro Hueso (Argentinien) – Regie: Betania Cappato: Lobende Erwähnung für den besten Film
- 2022[37]
  - Comedy Queen (Schweden) – Regie: Sanna Lenken: Gläserner Bär für den besten Film
  - An Cailín Ciúin (Irland) – Regie: Colm Bairéad: Lobende Erwähnung für den besten Film
  - Vlekkeloos (Niederlande) – Regie: Emma Branderhorst: Gläserner Bär für den besten Kurzfilm
  - Luce and the Rock (Belgien, Frankreich, Niederlande) – Regie: Britt Raes: Lobende Erwähnung für den besten Kurzfilm
- 2023[38]
  - Sweet As (Australien) – Regie: Jub Clerc: Gläserner Bär für den besten Film
  - Zeevonk (Belgien, Niederlande) – Regie: Domien Huyghe: Lobende Erwähnung für den besten Film
  - Closing Dynasty (USA) – Regie: Lloyd Lee Choi: Gläserner Bär für den besten Kurzfilm
  - Deniska umřela (Tschechien) – Regie: Philippe Kastner: Lobende Erwähnung für den besten Kurzfilm
- 2024[39]
  - Gläserner Bär für den besten Film: It’s Okay! von Kim Hye-young
  - Lobende Erwähnung: Young Hearts von Anthony Schatteman
  - Gläserner Bär für den besten Kurzfilm: Papillon von Florence Miailhe
  - Lobende Erwähnung: SukounSukoun von Dina Naser
- 2025[40]
  - Maya, donne-moi un titre – Regie: Michel Gondry: Gläserner Bär für den besten Film
  - Zirkuskind – Regie: Julia Lemke, Anna Koch: Lobende Erwähnung für den besten Film
  - Little Rebels Cinema Club – Regie: Khozy Rizal: Gläserner Bär für den besten Kurzfilm
  - Down in the Dumps – Regie: Vera van Wolferen: Lobende Erwähnung für den besten Kurzfilm

### Generation 14Plus

#### 2000er Jahre
- 2004
  - The Wooden Camera (Die hölzerne Kamera; Frankreich, Großbritannien, Südafrika) – Regie: Ntshavheni Wa Luruli: Gläserner Bär für den besten Spielfilm (14plus)[41]
  - Quality of Life – Regie: Benjamin Morgan: Lobende Erwähnung (14plus)
- 2005
  - Voces inocentes (Unschuldige Stimmen; Mexiko) – Regie: Luis Mandoki: Gläserner Bär für den besten Spielfilm (14plus)[20]
  - Lakposhtha hâm parvaz mikonand – Regie: Bahman Ghobadi: Lobende Erwähnung (14plus)
- 2006
  - Fyra Veckor i Juni (Vier Wochen im Juni; Schweden) – Regie: Henry Meyer: Gläserner Bär für den besten Spielfilm (14plus)[21]
  - Kamataki – Regie: Claude Gagnon: Lobende Erwähnung (14plus)
- 2007
  - Sweet Mud – Im Himmel gefangen (Adama Meshuga'at; Israel, Deutschland) – Regie: Dror Shaul: Gläserner Bär für den besten Spielfilm (14plus)[22]
  - The Fall – Regie: Tarsem Singh:  Lobende Erwähnung (14plus)
- 2008
  - The Black Balloon (Der schwarze Ballon; Australien) – Regie: Elissa Down: Gläserner Bär für den besten Spielfilm (14plus)[23]
  - Café com Leite (Brasilien) – Regie: Daniel Ribeiro: Gläserner Bär für den besten Kurzfilm (14plus)
  - Sita Sings The Blues – Regie: Nina Paley: Lobende Erwähnung (14plus)
  - Take 3 – Regie: Roseanne Liang: Lobende Erwähnung (14plus Kurzfilm)
- 2009
  - My Suicide (Vereinigte Staaten) – Regie: David Lee Miller: Gläserner Bär für den besten Spielfilm (14plus)[24]
  - Aphrodite's Farm (Neuseeland) – Regie: Adam Strange: Gläserner Bär für den besten Kurzfilm (14plus)
  - Mary and Max – Regie: Adam Elliot: Lobende Erwähnung (14plus)
  - Slavar – Regie: David Aronowitsch, Hanna Heilborn: Lobende Erwähnung (14plus Kurzfilm)

#### 2010er Jahre
- 2010

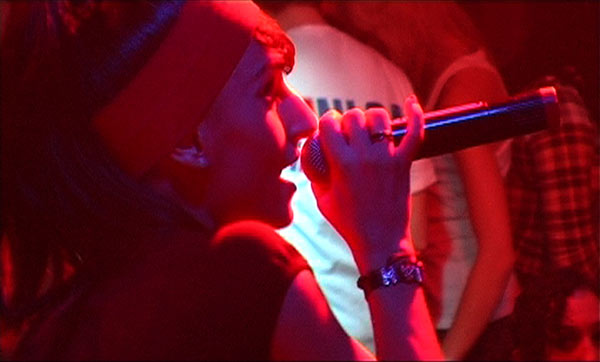
Filmstill aus Neukölln Unlimited (2010)

  - Neukölln Unlimited (Deutschland) – Regie: Agostino Imondi, Dietmar Ratsch: Gläserner Bär für den besten Spielfilm (14plus)[25]
  - Az Bad Beporsid (Iran) – Regie: Batin Ghobadi: Gläserner Bär für den besten Kurzfilm (14plus)
  - Dooman River – Regie: Zhang Lu: Lobende Erwähnung (14plus)
  - Ønskebørn – Regie: Birgitte Stærmose: Lobende Erwähnung (14plus Kurzfilm)
- 2011
  - On the Ice (Vereinigte Staaten) – Regie: Andrew Okpeaha MacLean: Gläserner Bär für den besten Spielfilm (14plus)[26]
  - Manurewa (Neuseeland) – Regie: Sam Peacocke: Gläserner Bär für den besten Kurzfilm (14plus)
  - Apflickorna – Regie: Lisa Aschan: Lobende Erwähnung (14plus)
  - Get Real! – Regie: Evert de Beijer:  Lobende Erwähnung (14plus Kurzfilm)
- 2012
  - Lal Gece (Türkei) – Regie: Reis Çelik: Gläserner Bär für den besten Spielfilm (14plus)[27]
  - Meathead (Neuseeland) – Regie: Sam Holst: Gläserner Bär für den besten Kurzfilm (14plus)
  - Kronjuvelerna – Regie: Ella Lemhagen: Lobende Erwähnung (14plus)
  - 663114 – Regie: Isamu Hirabayashi: Lobende Erwähnung (14plus Kurzfilm)
- 2013
  - Baby Blues (Polen) – Regie: Kasia Roslaniec: Gläserner Bär für den besten Spielfilm (14plus)[28]
  - Rabbitland (Serbien) – Regie: Ana Nedeljkovic, Nikola Majdak: Gläserner Bär für den besten Kurzfilm (14plus)
  - Pluto – Regie: Shin Su-won: Lobende Erwähnung (14plus)
  - Treffit – Regie: Jenni Toivoniemi:  Lobende Erwähnung (14plus Kurzfilm)
- 2014
  - 52 Tuesdays (Australien) – Regie: Sophie Hyde: Gläserner Bär für den besten Spielfilm (14plus)[29]
  - Mike (Großbritannien) – Regie: Petros Silvestros: Gläserner Bär für den besten Kurzfilm (14plus)
  - ärtico – Regie: Gabri Velázquez: Lobende Erwähnung (14plus)
  - Emo (the musical) – Regie: Neil Triffett:  Lobende Erwähnung (14plus Kurzfilm)
- 2015
  - Flocken (Schweden) – Regie: Beata Gårdeler: Gläserner Bär für den besten Spielfilm (14plus)[30]
  - A Confession (Großbritannien) – Regie: Petros Silvestros: Gläserner Bär für den besten Kurzfilm (14plus)
  - Prins – Regie: Sam de Jong: Lobende Erwähnung (14plus)
  - Nelly – Regie: Chris Raiber: Lobende Erwähnung (14plus Kurzfilm)
- 2016
  - Es esmu šeit – Regie: Renārs Vimba: Gläserner Bär für den besten Spielfilm (14plus)[31]
  - Balcony (Großbritannien) – Regie: Toby Fell-Holden: Gläserner Bär für den besten Kurzfilm (14plus)
  - Las plantas – Regie: Roberto Doveris: Lobende Erwähnung (14plus)
  - Kroppen är en ensam plats – Regie: Ida Lindgren: Lobende Erwähnung (14plus Kurzfilm)
- 2017
  - Butterfly Kisses (Vereinigtes Königreich) – Regie: Rafael Kapelinski: Gläserner Bär für den besten Spielfilm (14plus)[32]
  - Wolfe (Australien) – Regie: Claire Randall: Gläserner Bär für den besten Kurzfilm (14plus)Lobende Erwähnung (14plus)
  - Ceux qui font les révolutions à moitié n'ont fait que se creuser un tombeau – Regie: Mathieu Denis, Simon Lavoie:
  - SNIP – Regie: Terril Calder: Lobende Erwähnung (14plus Kurzfilm)
- 2018
  - Fortuna (Schweiz, Belgien) – Regie: Germinal Roaux: Gläserner Bär für den besten Spielfilm (14plus)[33]
  - Kiem Holijanda (Niederlande) – Regie: Sarah Veltmeyer: Gläserner Bär für den besten Kurzfilm (14plus)
  - Retablo – Regie: Álvaro Delgado-Aparicio L.: Lobende Erwähnung (14plus)
  - Je fais où tu me dis – Regie: Marie de Maricourt: Lobende Erwähnung (14plus Kurzfilm)
- 2019
  - Hölmö nuori sydän (Finnland, Niederlande, Schweden) – Regie: Selma Vilhunen: Gläserner Bär für den besten Spielfilm (14plus)[34]
  - Tattoo (Iran) – Regie: Farhad Delaram: Gläserner Bär für den besten Kurzfilm (14plus)
  - We Are Little Zombies – Regie: Makoto Nagahisa: Lobende Erwähnung (14plus)
  - Four Quartets – Regie: Marco Alessi: Lobende Erwähnung (14plus Kurzfilm)

#### 2020er Jahre
- 2020[35]

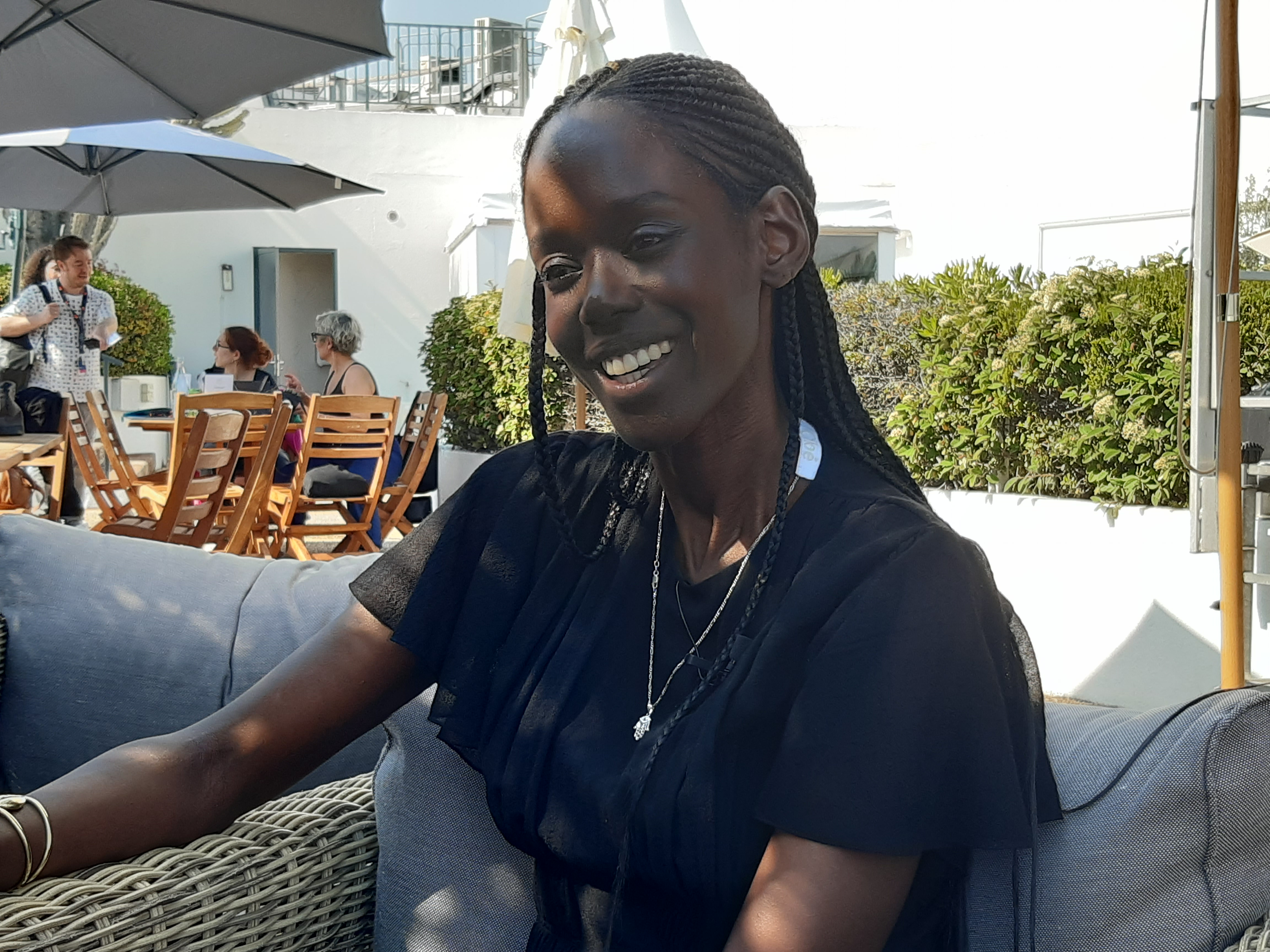
Ramata-Toulaye Sy (2023) schrieb das Drehbuch zu Our Lady of the Nile

  - Our Lady of the Nile (Frankreich)[42] – Regie: Atiq Rahimi: Gläserner Bär für den besten Spielfilm (14plus)
  - Clebs (Kanada, Marokko) – Regie: Halima Ouardiri: Gläserner Bär für den besten Kurzfilm
  - White Riot (Vereinigtes Königreich) – Regie: Rubika Shah: Lobende Erwähnung für den besten Spielfilm
  - Goodbye Golovin (Kanada) – Regie: Mathieu Grimard: Lobende Erwähnung für den besten Kurzfilm

- 2021[36]
  - Stop-Zemlia (Ukraine) – Regie: Kateryna Gornostai: Gläserner Bär für den besten Spielfilm (14plus)
  - Ninjababy (Norwegen) – Regie: Yngvild Sve Flikke: Lobende Erwähnung für den besten Film (14plus)
  - Die Vergabe des Gläsernen Bären für den besten Kurzfilm wurde für 2021 ausgesetzt.

- 2022[37]
  - Alis (Kolumbien, Chile, Rumänien) – Regie: Clare Weiskopf, Nicolás van Hemelryck: Gläserner Bär für den besten Film (14plus)
  - Stay Awake (USA) – Regie: Jamie Sisley: Lobende Erwähnung (14plus)
  - Born in Damascus (Vereinigtes Königreich) – Regie: Laura Wadha: Gläserner Bär für den besten Kurzfilm (14plus)
  - Nada para ver aqui (Portugal, Belgien, Ungarn) – Regie: Nicolas Bouchez: Lobende Erwähnung für den besten Kurzfilm (14plus)

- 2023[38]
  - Adolfo (USA, Mexiko) – Regie: Sofía Auza: Gläserner Bär für den besten Film (14plus)
  - And the King Said, What a Fantastic Machine (Schweden, Dänemark) – Regie: Axel Danielson, Maximilien Van Aertryck: Lobende Erwähnung für den besten Film (14plus)
  - Man khod, man ham miraghsam (Iran, Deutschland, Tschechien) – Regie: Mohammad Valizadegan: Gläserner Bär für den besten Kurzfilm (14plus)
  - Szemem sarka (Ungarn) – Regie: Domonkos Erhardt: Lobende Erwähnung für den besten Kurzfilm (14plus)

- 2024[39]
  - Last Swim – Regie: Sasha Nathwani: Gläserner Bär für den besten Film (14plus)
  - Kai Shi De Qiang (She Sat There Like All Ordinary Ones) – Regie: Qu Youjia: Lobende Erwähnung für den besten Film (14plus)
  - Lapso – Regie: Caroline Cavalcanti: Lobende Erwähnung (14plus)
  - Cura sana – Regie: Lucía G. Romero: Lobende Erwähnung für den besten Kurzfilm (14plus)

- 2025[40]
  - Sunshine – Regie: Antoinette Jadaone: Gläserner Bär für den besten Film (14plus)
  - Hora do recreio – Regie: Lucia Murat: Lobende Erwähnung für den besten Film (14plus)
  - Wish You Were Ear – Regie: Mirjana Balogh: Gläserner Bär für den besten Kurzfilm (14plus)
  - Atardecer en América – Regie: Matías Rojas Valencia: Lobende Erwähnung für den besten Kurzfilm (14plus)

## Weitere Preise in der Sektion Generation
Außerdem entscheidet eine dreiköpfige internationale Jury von Erwachsenen über die Prämierung je eines Films mit dem Großen Preis der Internationalen Jury für den Besten Film und dem Spezialpreis der Internationalen Jury für den Besten Kurzfilm. Beide werden vom Deutschen Kinderhilfswerk gestiftet und sind mit einem Preisgeld von 7.500 beziehungsweise 2.500 Euro versehen. Auch hier gibt es außerdem Lobende Erwähnungen.
Darüber hinaus entscheidet eine dreiköpfige internationale Jury von Erwachsenen über die Prämierung je eines Films mit dem Großen Preis der Internationalen Jury für den Besten Film und dem Spezialpreis der Internationalen Jury für den Besten Kurzfilm. Beide werden von der Bundeszentrale für politische Bildung gestiftet und sind mit einem Preisgeld von 7.500 beziehungsweise 2.500 Euro versehen. In jeder Kategorie bekommt in der Regel ein weiterer Film eine Lobende Erwähnung.